# Plectorhinchus ceylonensis
Plectorhinchus ceylonensis är en fiskart som först beskrevs av Smith, 1956.  Plectorhinchus ceylonensis ingår i släktet Plectorhinchus och familjen Haemulidae. Inga underarter finns listade i Catalogue of Life.